# Flow Festival

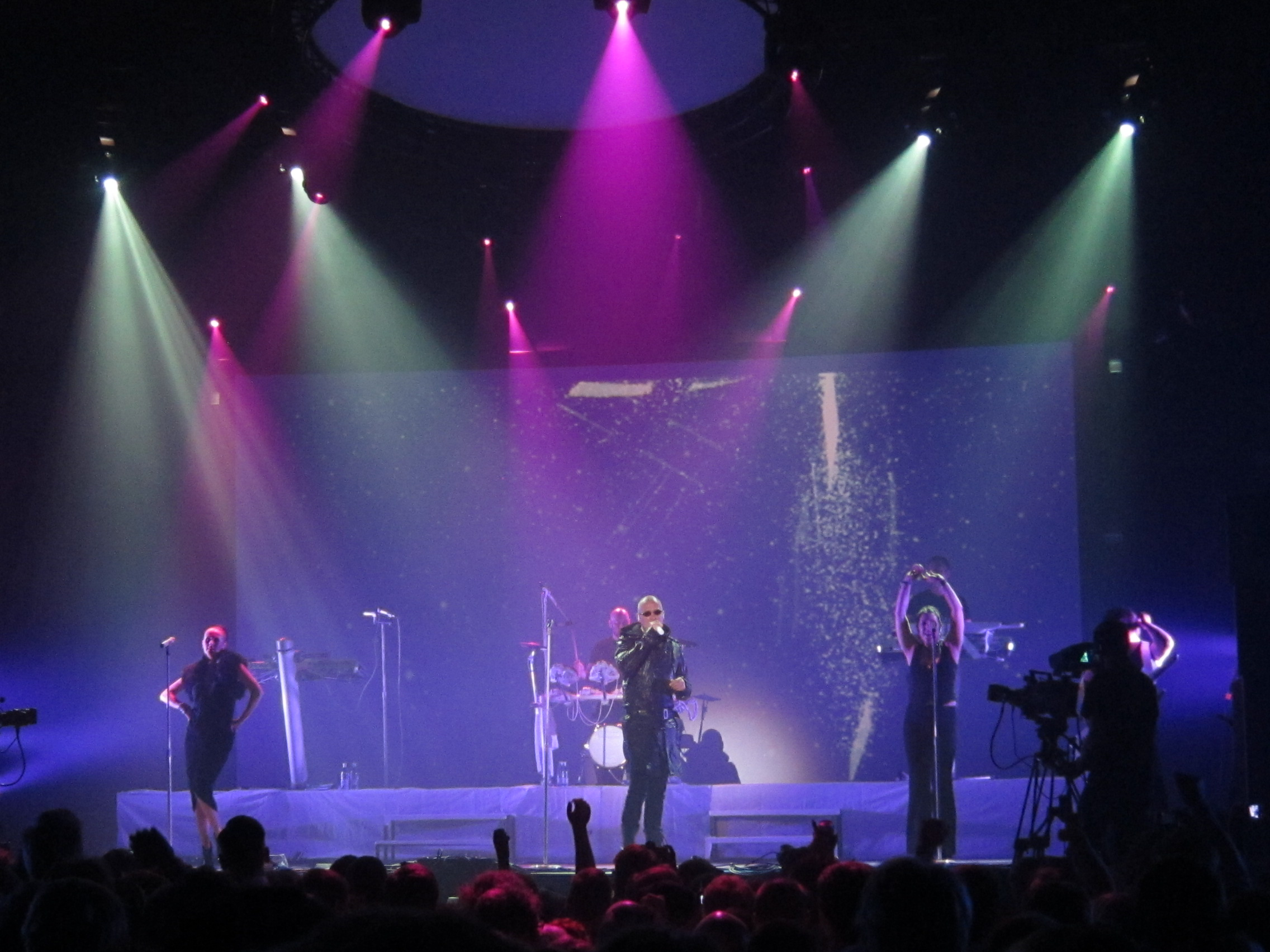
The Human League under ett uppträdande på Flow 2011.

Flow Festival, vanligen bara Flow, är en musik- och kulturfestival i Helsingfors i Finland. Festivalen grundades 2004 och äger rum i stadsdelen Södervik som tidigare var ett industriområde för energiproduktion. Flow går av stapeln under den första halvan av augusti och under årens lopp har artister som Nick Cave & The Bad Seeds, Kanye West, Lily Allen, Kraftwerk, Björk, Alicia Keys, Kendrick Lamar, Lykke Li uppträtt där. 
2013 hade festivalen 60 000 besökare. 2014 utsågs Flow till en av Europas tio bästa festivaler av The Guardian.